# Valkiajärvi (sjö i Ilomants, Norra Karelen)
Valkiajärvi är en sjö i kommunen Ilomants i landskapet Norra Karelen i Finland. Sjön ligger 144,7 meter över havet. Den är 27,88 meter djup. Arean är 1,84 kvadratkilometer och strandlinjen är 18,67 kilometer lång. Sjön  ingår i Vuoksens huvudavrinningsområde.   Den ligger omkring 72 kilometer öster om Joensuu och omkring 420 kilometer nordöst om Helsingfors. 
I sjön finns öarna Ruununsaari och Inkerensaari. Sjön ligger i och i anslutning till Petkeljärvi nationalpark. 